# Izel-lès-Hameau
Izel-lès-Hameau (poprzednio: Izel-les-Hameaux – miejscowość i gmina we Francji, w regionie Hauts-de-France, w departamencie Pas-de-Calais.
Według danych na rok 1990 gminę zamieszkiwały 704 osoby, a gęstość zaludnienia wynosiła 83 osób/km² (wśród 1549 gmin regionu Nord-Pas-de-Calais Izel-les-Hameaux plasuje się na 667. miejscu pod względem liczby ludności, natomiast pod względem powierzchni na miejscu 417.).